# Monomontia curvirostris
Monomontia curvirostris is een hooiwagen uit de familie Triaenonychidae.